# Plaça gran de Sibiu

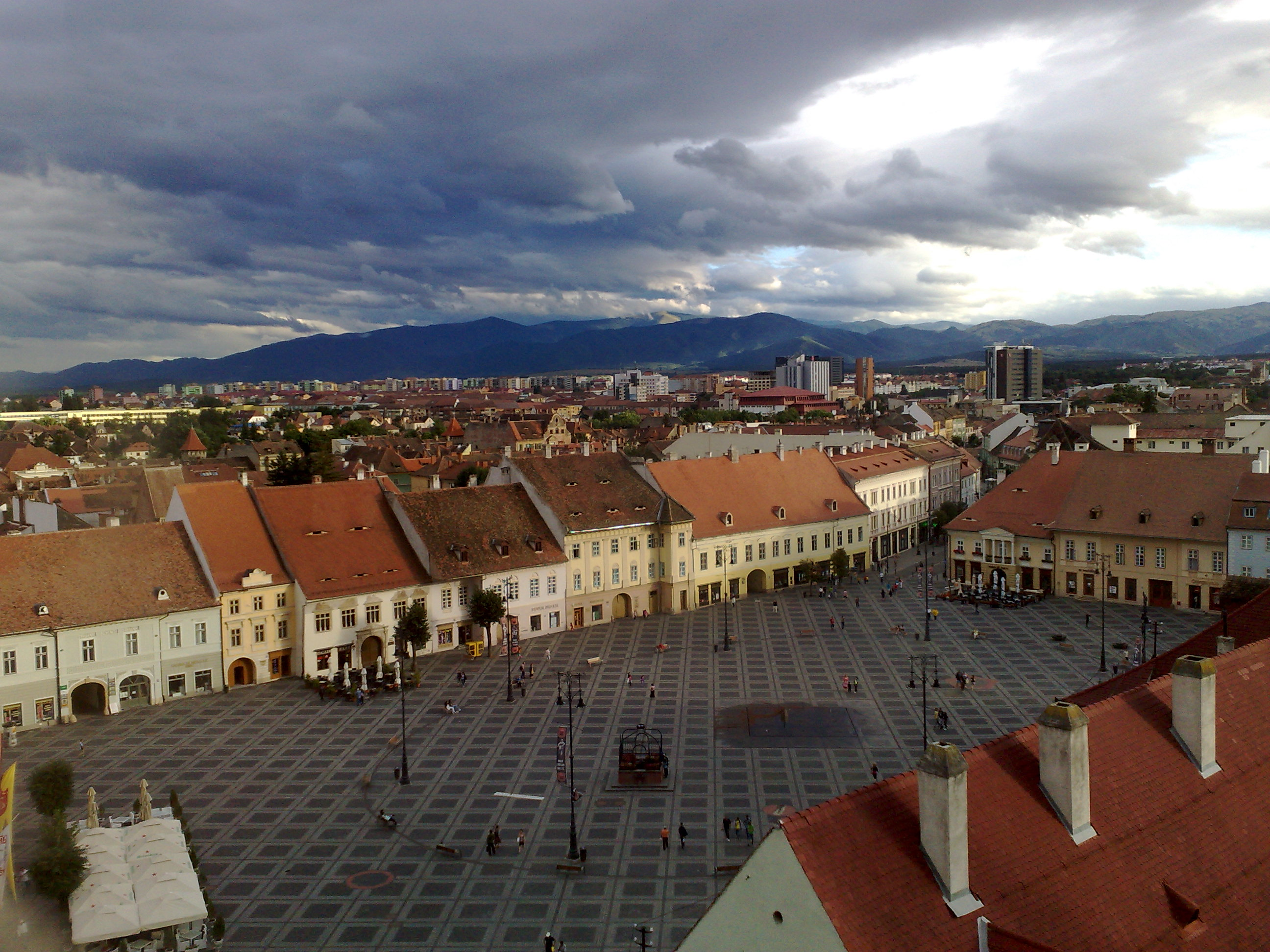
Gran plaça, vista des de la torre del Consell

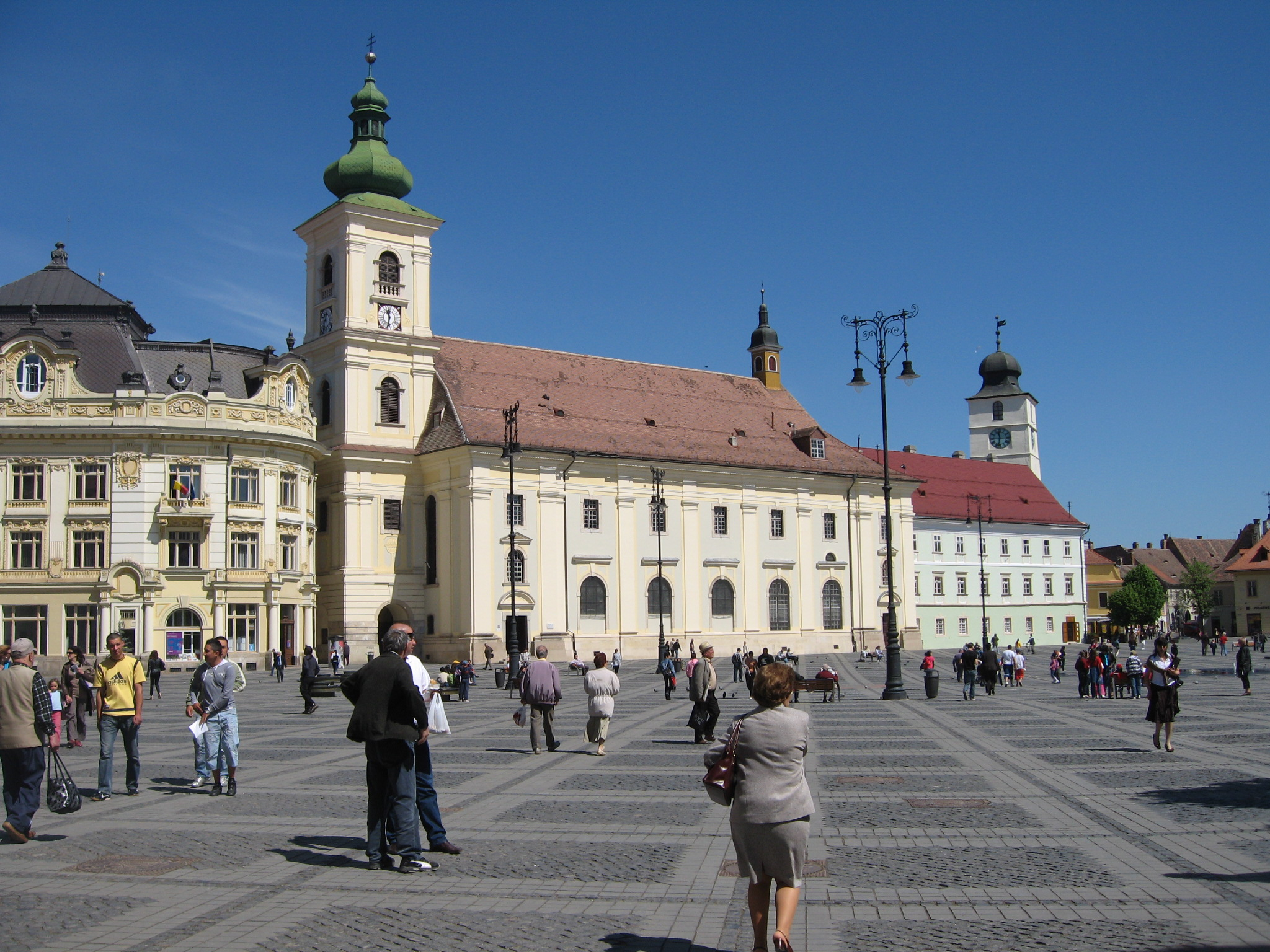
Palau de l'Ajuntament i l'església catòlica romana "Santa Trinitat"

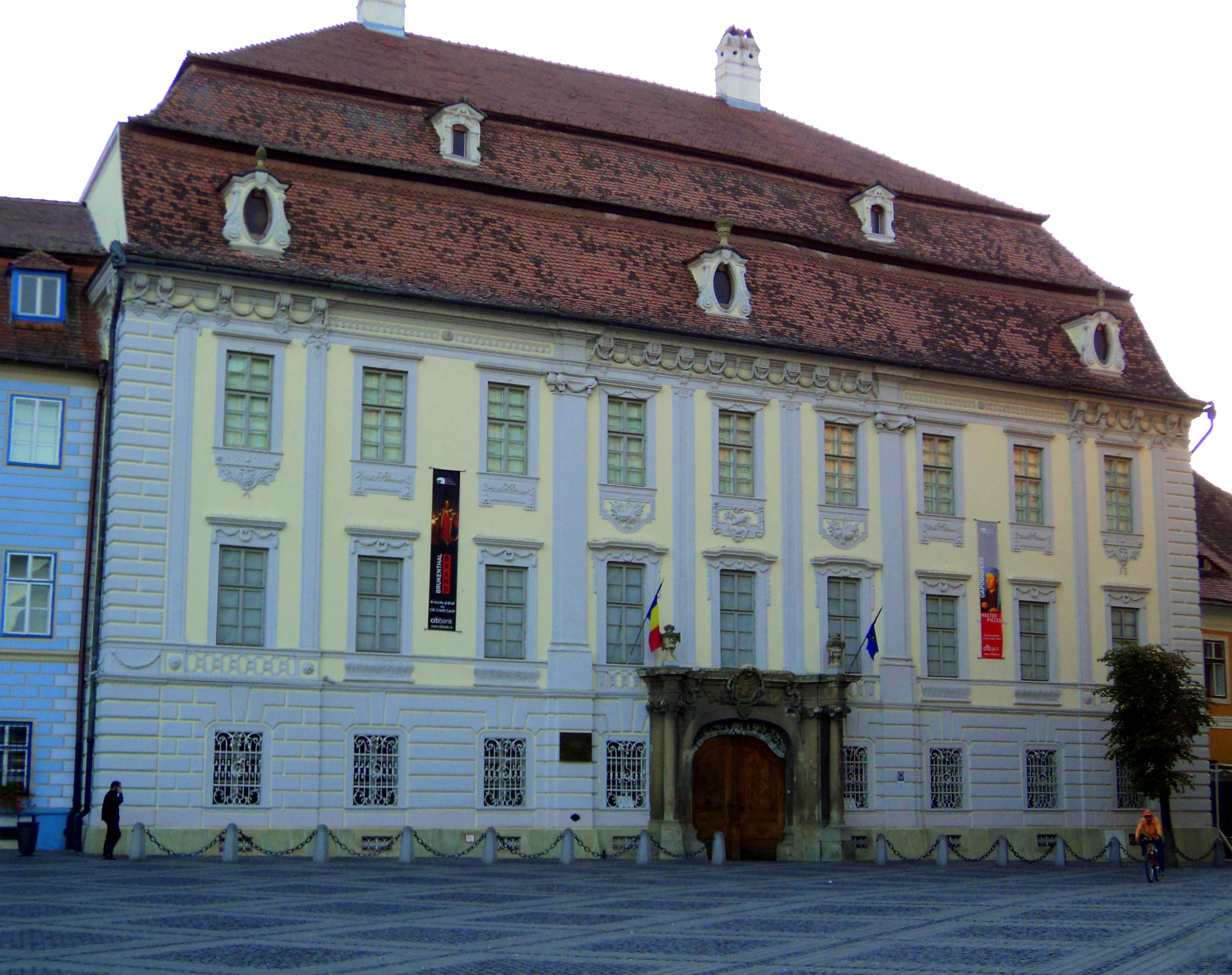
Palau Brukenthal

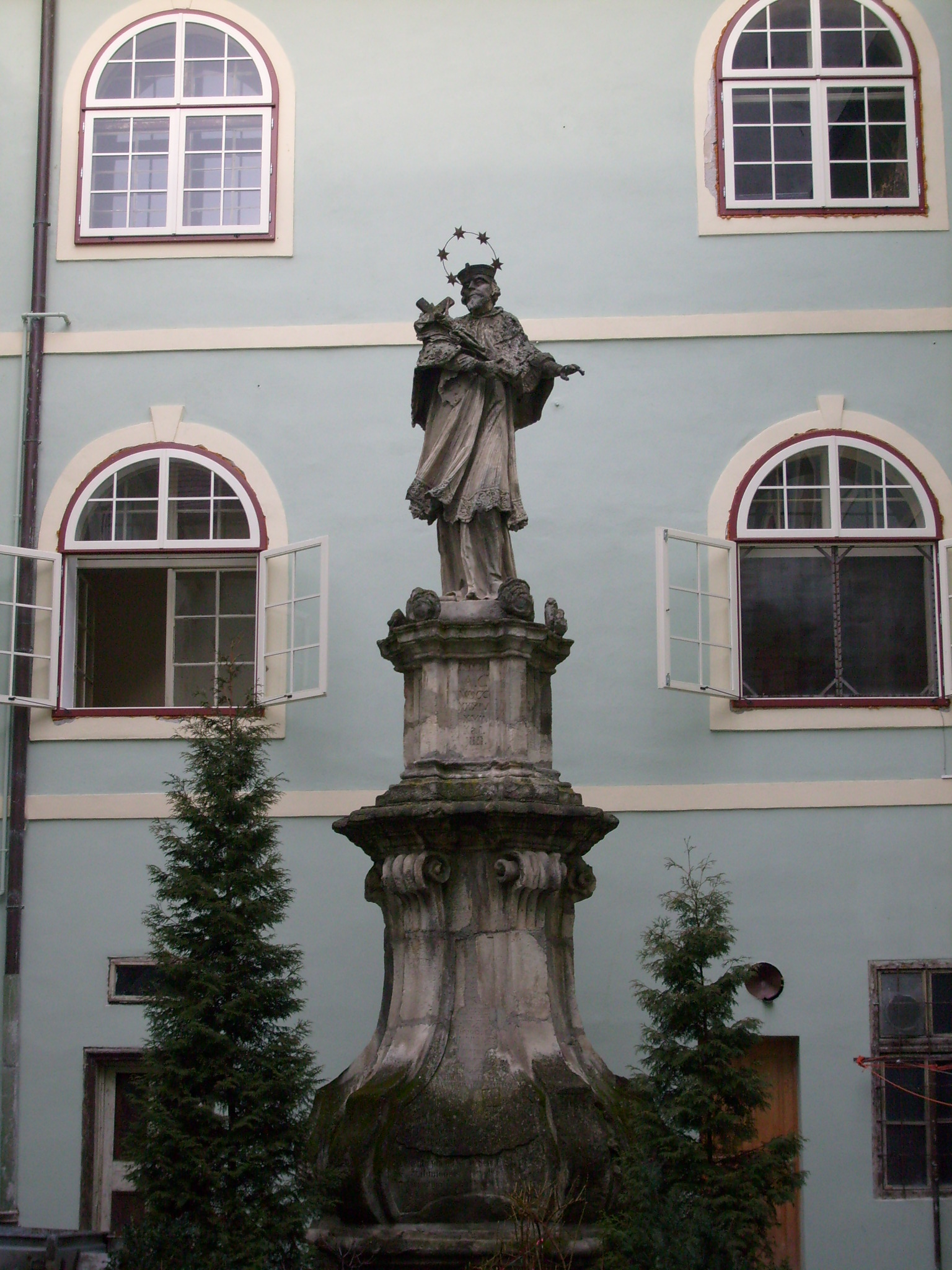
L'estàtua de Sant Joan de Nepomuc

La plaça gran de Sibiu (en alemany Großer Ring) és la plaça central de Sibiu, existent des del 1366, amb la finalització del tercer cinturó de fortificacions de la ciutat. Major Circulus vulgariter Kornmargt ("El Gran Anell, entre la gent la fira del gra") està certificat com a tal en un document de 1408, document en el qual s'esmenta Mathias Baldi. Va comprar i reparar en aquell lloc una casa de pedra de Pipo de Timiș. En un altre document, del 1411, s'acredita la venda d'una casa de pedra de Mathias Tromenauer a Nicolaus Jenkowicz per un import de 1.000 florins al mateix lloc.
La plaça és el mercat públic més gran del nucli antic i ha estat testimoni de les activitats econòmiques dels comerciants de Sibiu. Va organitzar assemblees ciutadanes, fires i fins i tot execucions. Johann Sachs von Harteneck, un comte saxó del 1691 al 1703, va ser decapitat en aquesta plaça el 1703.

## Edificis importants
La plaça ha estat designada per la UNESCO com a monument arquitectònic. Hi ha alguns edificis representatius:
- Palau Brukenthal
- L'Església dels Jesuïtes
- Sibiu Blue House (Casa Moringer)
- Torre del Consell
- Casa Haller
- Casa Hecht
- Palau Filek
- Casa Lutsch - Seu central de FDGR
- Casa Weidner-Reussner-Czekelius

## Gent important
Al començament del comunisme a Romania, les autoritats volien enderrocar els edificis medievals al costat nord de la Gran Plaça, per tal de construir alguns blocs de torres. El bloqueig d'aquest pla es va deure a la desesperada lluita de l'arquitecte Otto Czekelius, en la seva qualitat d'arquitecte de la ciutat.

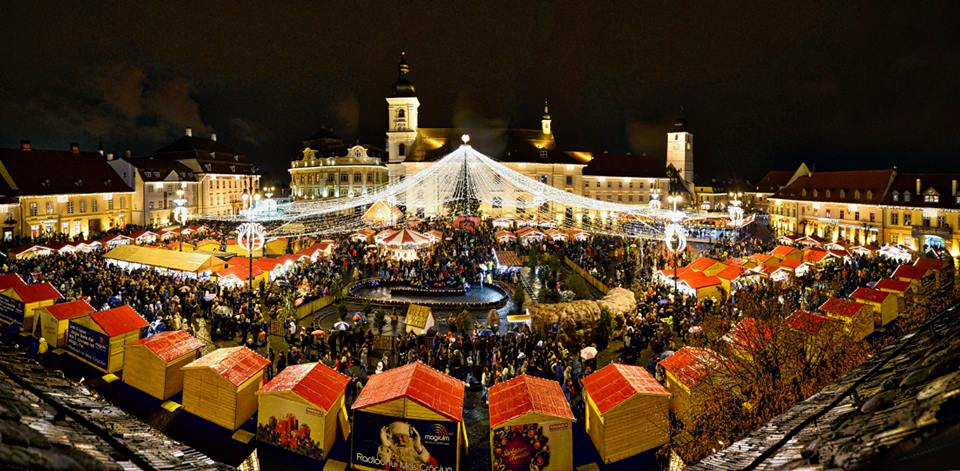
Fira de Nadal de Sibiu, que s'organitza anualment al mercat

A la plaça hi ha l'estàtua de Gheorghe Lazăr i una placa commemorativa col·locada al paviment de granit en memòria de les víctimes de la Revolució de 1989 a Sibiu. Antigament es va col·locar a la plaça l'estàtua de Sant Joan Nepomuc, que es va traslladar durant el règim comunista al pati interior de l'església catòlica de la Gran Plaça.
Al terra, a la part oriental de la plaça, representada per un cercle de pedra vermella hi ha la ubicació de l'estàtua de Rotllà, atestada el 1550 i enderrocada a mitjan segle xviii, essent probablement més antiga l'existència de l'estàtua. Les execucions de capitals es van celebrar sota l'estàtua de Rotllà.

## Imatges

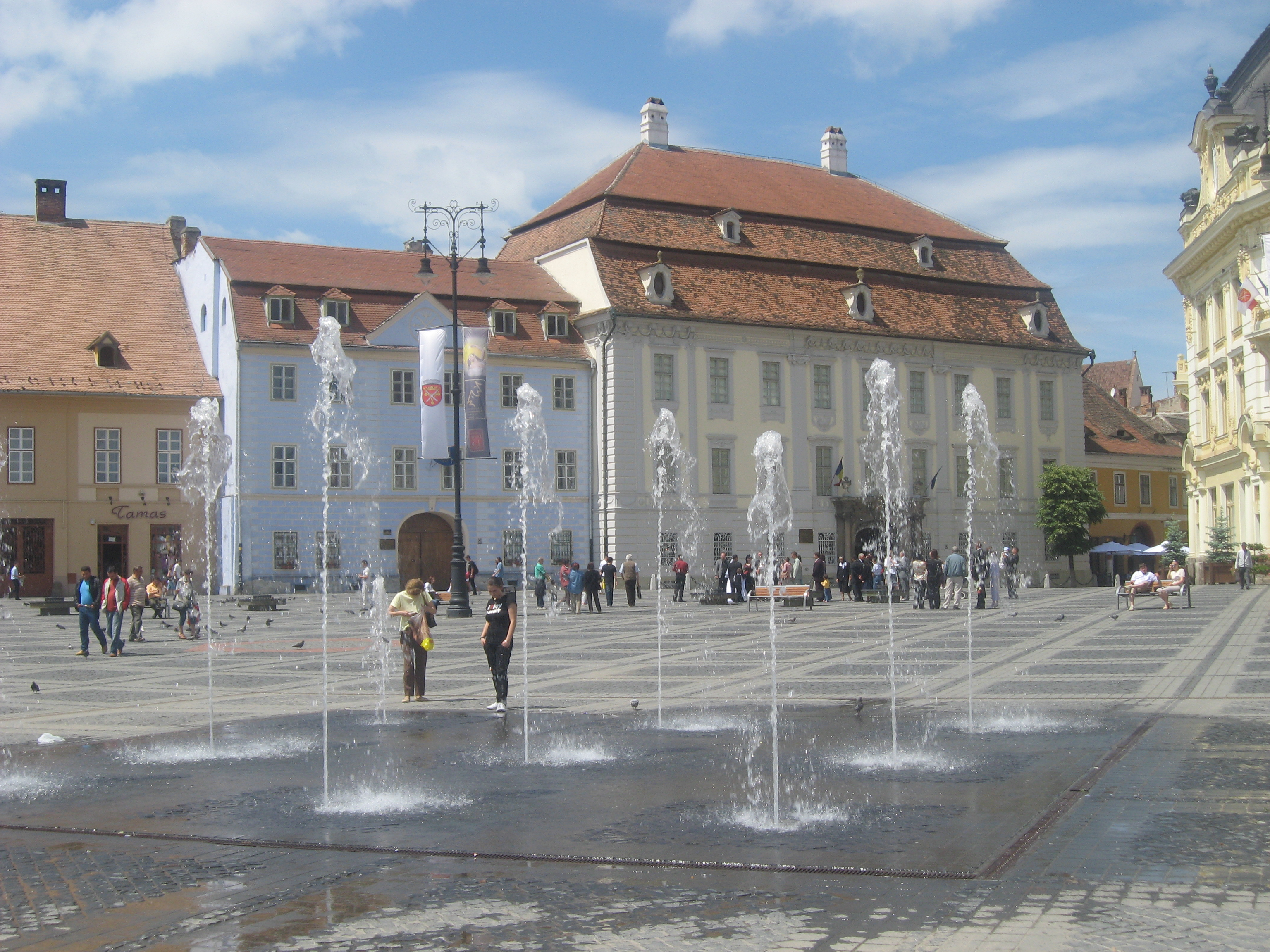
Gran plaça de Sibiu
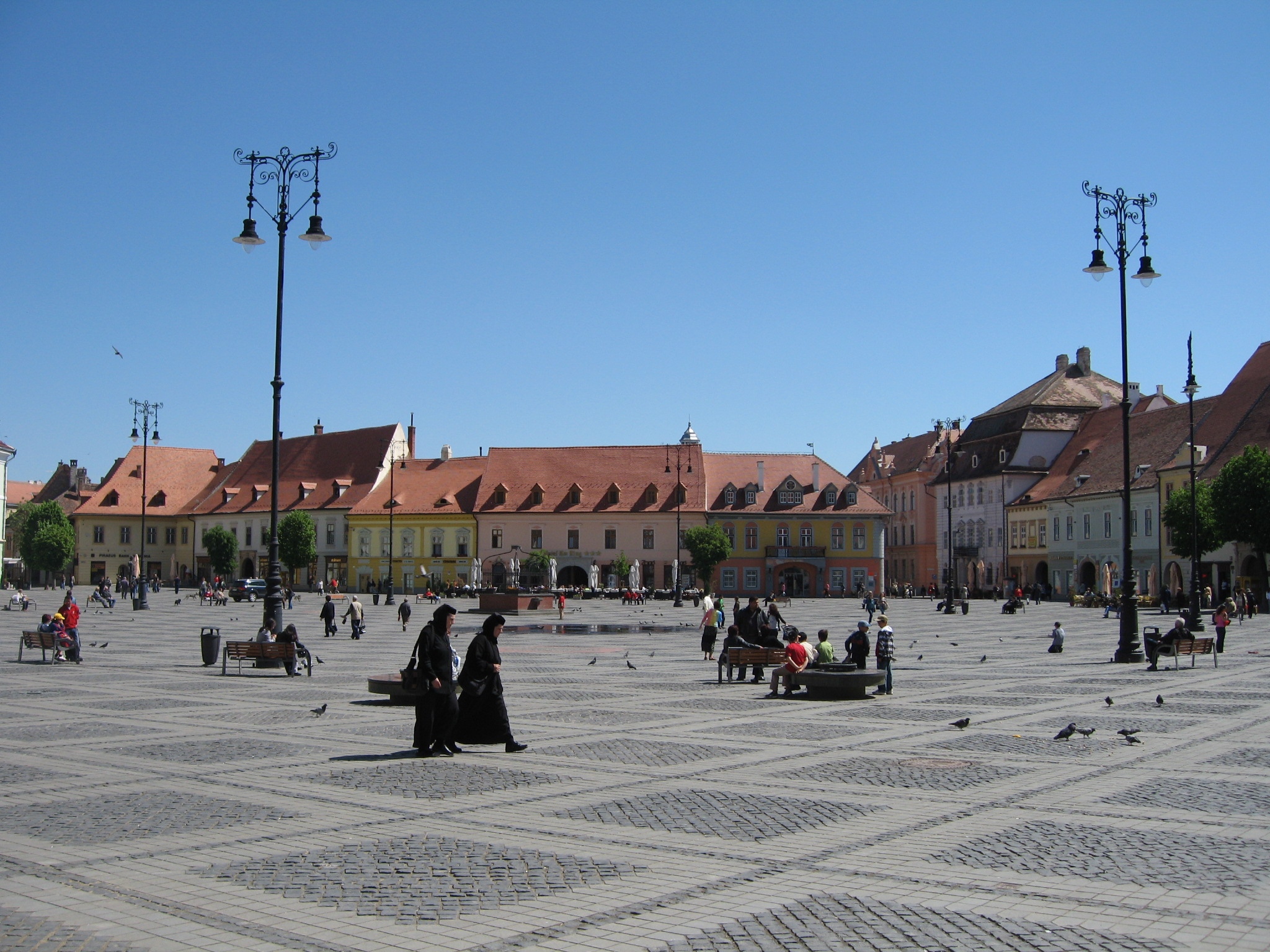
Gran plaça de Sibiu
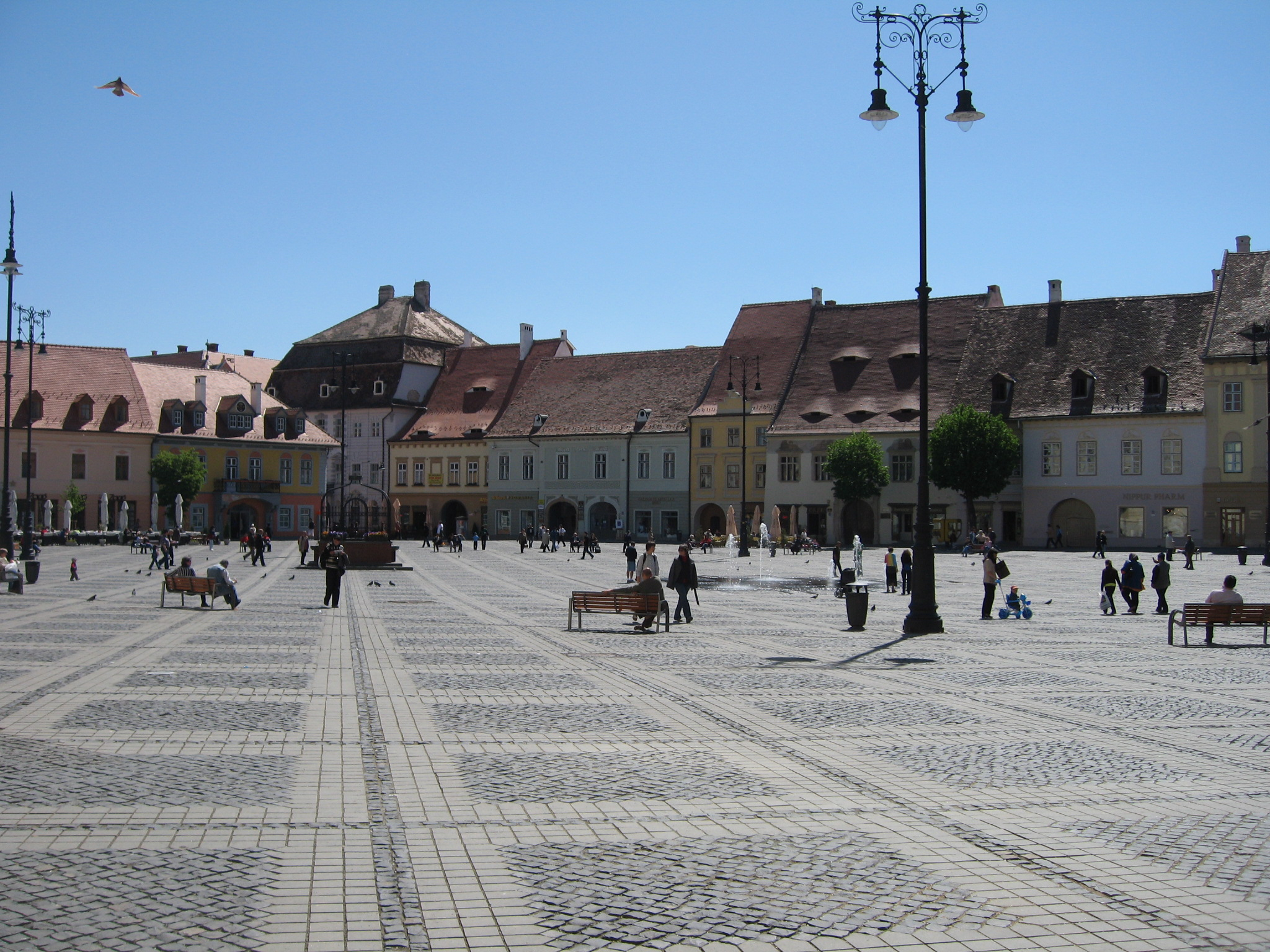
Gran plaça de Sibiu
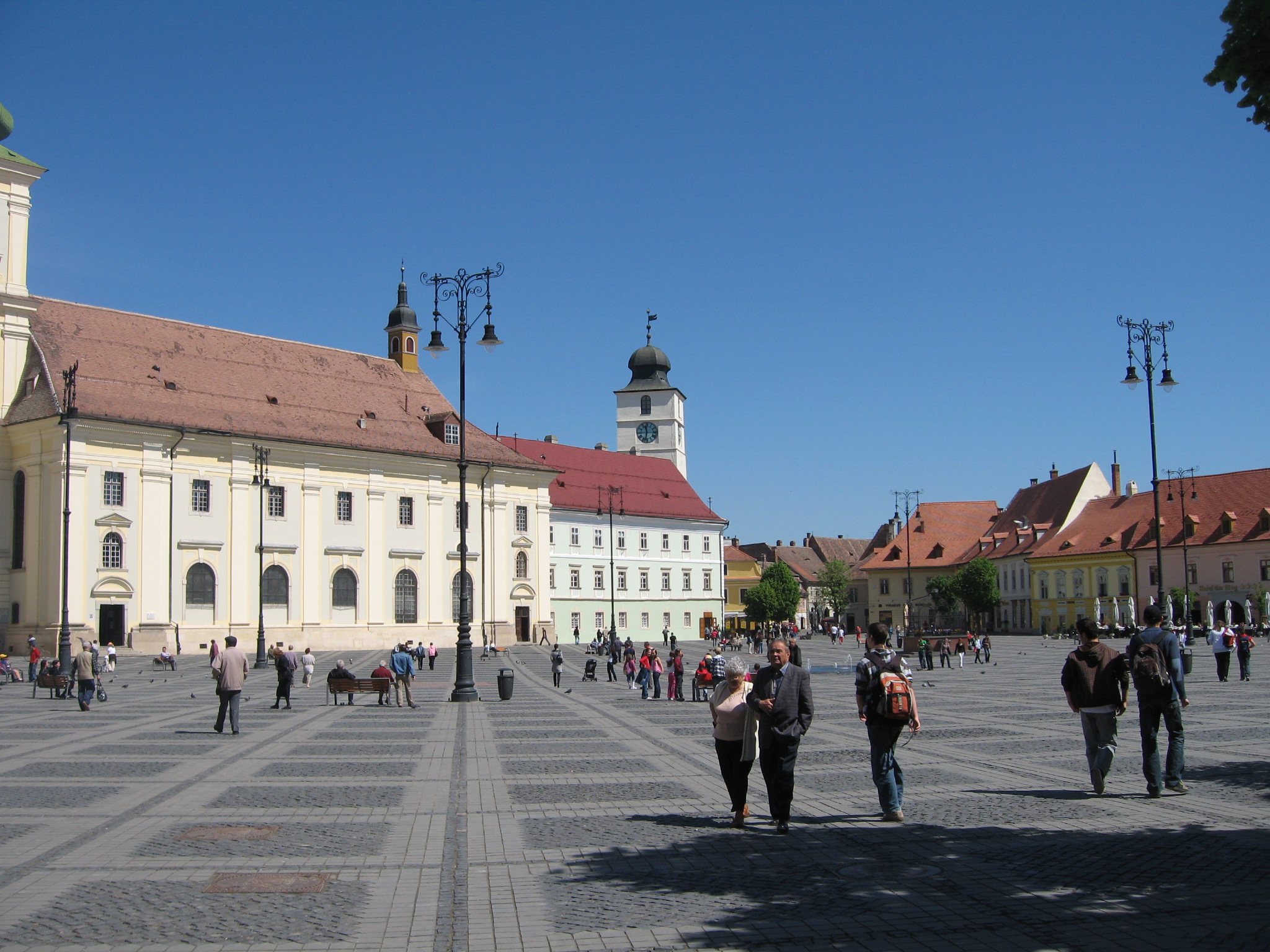
Gran plaça de Sibiu